# Bozieș (okręg Sălaj)
Bozieș (węg. Szilágyborzás) – wieś w Rumunii, w okręgu Sălaj, w gminie Boghiș. W 2011 roku liczyła 280 mieszkańców.